# Keffiyeh

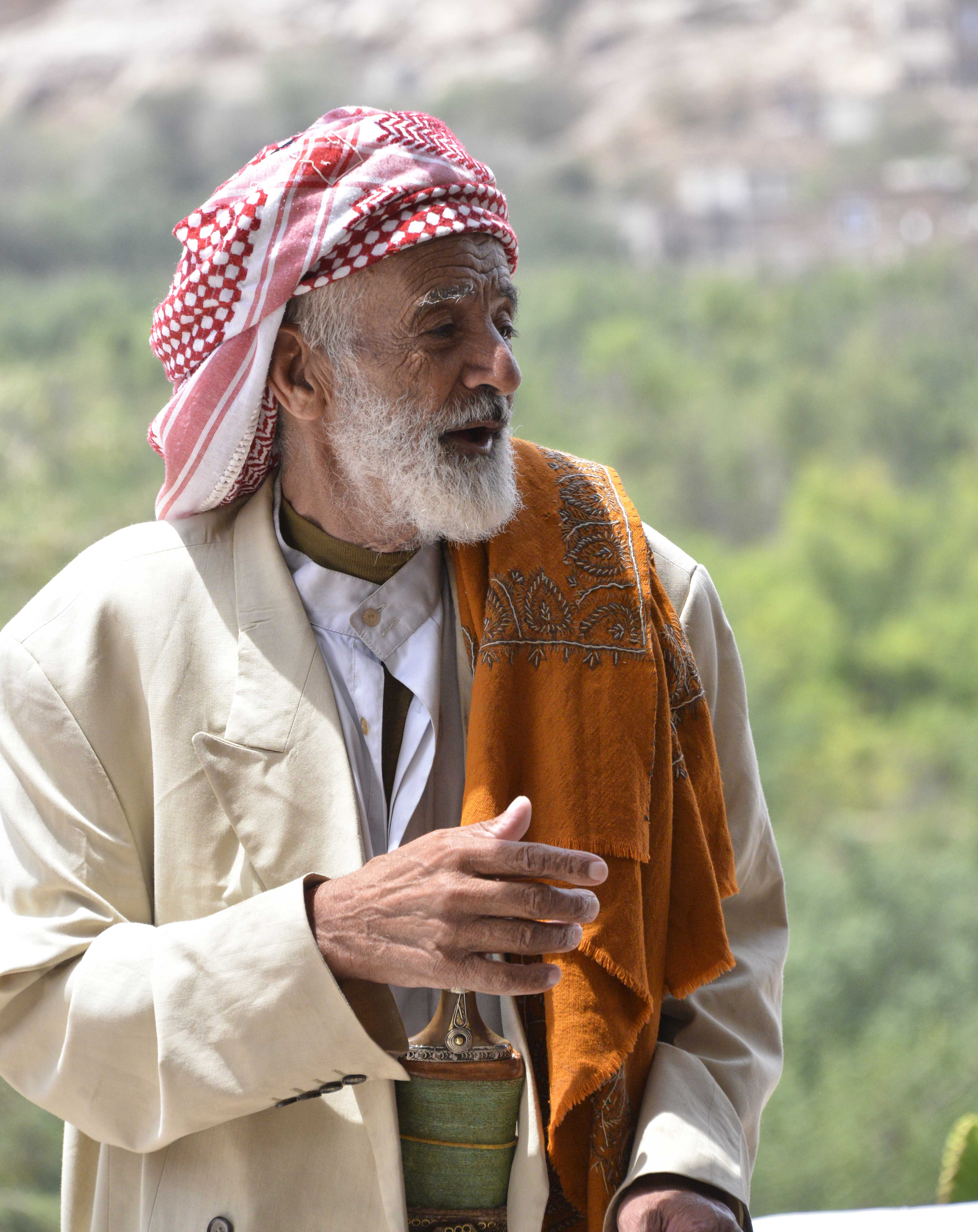
Homem iemenita usando um keffiyeh em estilo turbante e um xale iemenita no ombro.

Keffiyeh, kufiyyah, kaffiyah ou keffiya (em árabe: كوفية kūfiyyah: "proveniente da cidade de Kufa" (الكوفة); plural كوفيات kūfiyyāt; literalmente "coifa"), é um acessório de cabeça, também conhecido como ghutrah (غُترَة), shemagh (شماغ šmāġ), ḥaṭṭah (حَطّة), mashadah (مَشَدة), chafiye (em persa: چَفیِه) ou cemedanî (em curdo:  جه مه داني). É tradicionalmente usado na cabeça ou como lenço no pescoço pelos homens no Médio Oriente.

## Utilização
O keffiyeh é comumente encontrado em regiões áridas, pois oferece proteção contra queimaduras solares, poeira e areia. É feito a partir de um lenço quadrado e geralmente é feito de algodão. Um cordão chamado agal é frequentemente usado pelos árabes para mantê-lo no lugar.
Foi usado por árabes, curdos, judeus mizrahim e judeus do Antigo Yishuv, e associado ao movimento nacionalista árabe desde a Revolta Árabe (1916-1918). Na segunda metade do século XX, foi associado ao movimento palestino devido à sua adoção pelo seu líder, Yasser Arafat.

## Origem
O keffiyeh surgiu entre os beduínos como uma cobertura prática e protetora para a cabeça e o rosto, especialmente no clima árido do deserto em que tradicionalmente viviam. O termo em si vem do italiano - cuffia - significando "coifa". A palavra ghutrah (em árabe: غُترَة, translit. ḡutraado: ḡutra) vem da raiz árabe ghatr (غتر), que significa "cobrir". As primeiras imagens de árabes invariavelmente os mostram usando turbantes, e não está claro quando o keffiyeh se tornou aceitável para as classes altas. Enquanto os relatos escritos de ghutrah datam do início do século XVIII, a primeira imagem conhecida é do século XIX, representando Abdullah bin Saud Al Saud, feita antes de sua execução em 1819.

## Variações

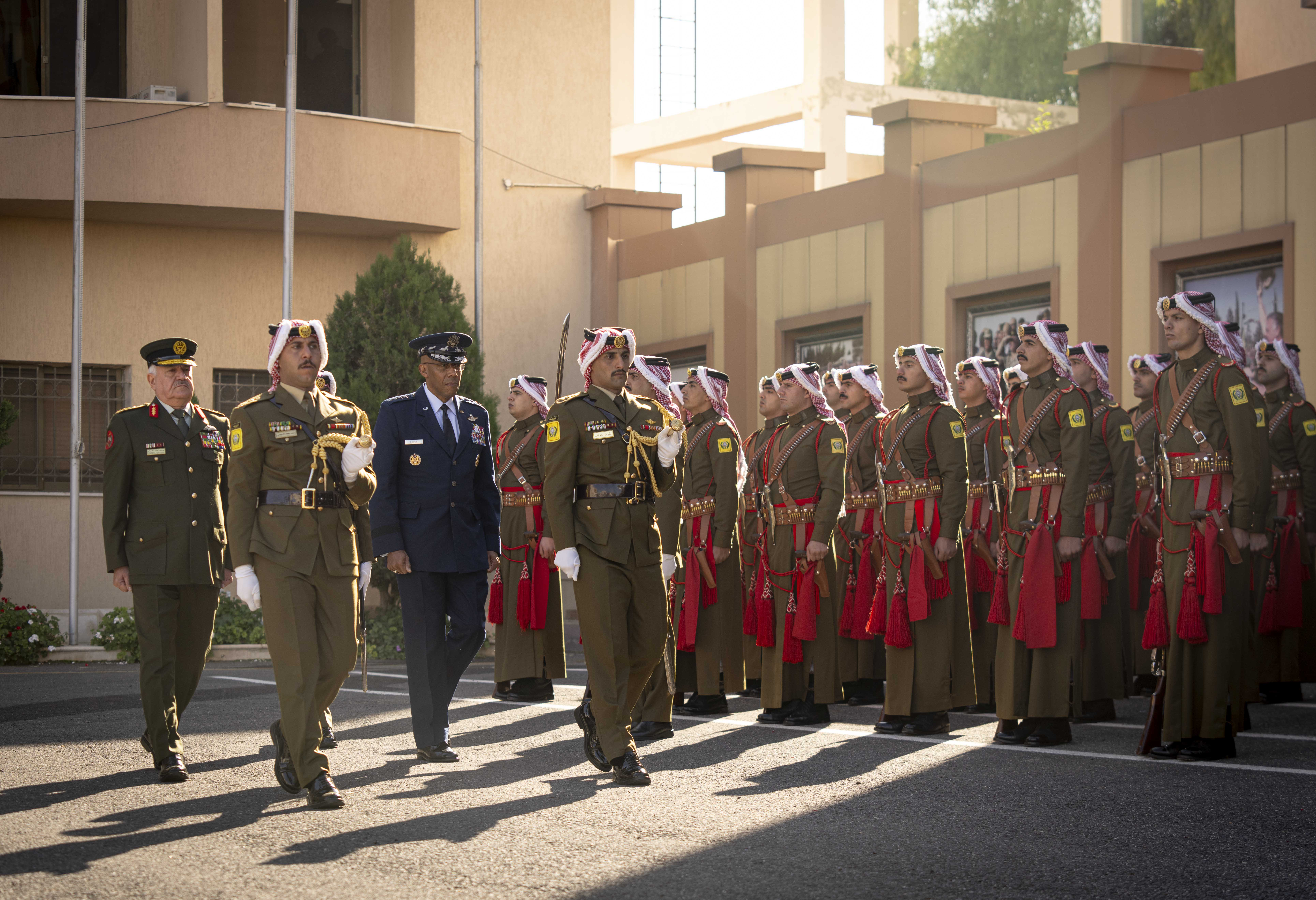
A Guarda Real da Jordânia usando o tradicional shemagh jordaniano.

O keffiyeh é usado por todo o Oriente Médio, segundo variações locais e está disponível em várias cores e estilos com muitos métodos diferentes de amarrá-lo, dependendo da origem regional e da natureza da ocasião. Os turcomanos iraquianos, por exemplo, usam-no com agal e o chamam de jamadani, enquanto os omanenses o chamam de mussar e não usam o agal; em vez disso, amarram-no sobre o kuma para ocasiões formais. Entre os seus muitos usuários estão os árabes, curdos e yazidis.
Durante sua estada com os árabes dos pântanos do Iraque, Gavin Young observou que os sayyids locais — "homens venerados aceitos [...] como descendentes do Profeta Muhammad e Ali ibn Abi Talib" — usavam keffiyeh verde-escuro em contraste com os exemplares xadrezes preto e branco típicos dos habitantes da área. A vestimenta também carrega simbologias políticas e até a década de 2000, a Turquia proibiu o keffiyeh porque era considerado um símbolo de solidariedade com o Partido dos Trabalhadores do Curdistão (PKK), organização curda considerada terrorista por Ancara.

### Shemaghjordaniano
Outro tipo de keffiyeh é o shemagh, que é um cachecol de algodão vermelho e branco, xadrez e com borlas. Quanto maiores as borlas, mais importante é a pessoa. Este keffiyeh vermelho e branco é associado à Jordânia e é seu símbolo nacional. O shemagh é usado principalmente na Jordânia e pelas comunidades beduínas. O shemagh jordaniano e o keffiyeh palestino são diferentes em relação à cor e aos significados geográficos. Outras variações regionais do shemagh são o shemagh egípcio do Sinai e o shemagh saudita (também conhecido como ghutrah).

### Keffiyehpalestino
Antes da década de 1930, os moradores das vilas e camponeses árabes usavam o keffiyeh branco e o agal, enquanto os moradores das cidades e a elite educada usavam o tarbush otomano, o fez. Durante a Grande Revolta Árabe de 1936-1939 na Palestina, os comandantes rebeldes árabes ordenaram que todos os árabes vestissem o keffiyeh. Em 1938, o Alto Comissário Britânico para o Mandato na Palestina, Harold MacMichael, relatou ao Ministério das Relações Exteriores: "Esta ‘ordem’ foi obedecida com surpreendente docilidade e não é exagero dizer que num mês oito em cada dez tarbushes no país foram substituídos pelo [keffiyeh e] ‘agal’." Após o fim da revolta, a maioria dos moradores voltou a usar o tarbush ou optou por não usar chapéu. A proeminência do keffiyeh preto e branco aumentou durante a década de 1960 com o início do movimento de resistência palestino e sua adoção pelo líder palestino Yasser Arafat.
Os primeiros migrantes judeus no Mandato na Palestina adotaram o keffiyeh porque o viam como parte do estilo de vida local autêntico. Soldados israelenses o usaram como lenço na Guerra Árabe-Israelense de 1948. Em 2024, o governo da Tunísia proibiu o uso do keffiyeh palestino em salas de exame pelo risco dos alunos colarem nas provas escolares.